# Sismo de Bou'in-Zahra de 2002
O Terremoto de Bou'in-Zahra de 2002 (também conhecido como o Terremoto Avaje de 2002 ou Terremoto Changuré de 2002) ocorreu em 22 de junho de 2002 numa região do noroeste do Irã, que é atravessada por diversas linhas de falhas geológicas. O epicentro do terremoto foi próximo ao assentamento de Buim-Zara na Província de Gasvim, uma área conhecida por terremotos destrutivos. Medindo 6,5 na Escala Richter e 6.3 na Escala de magnitude de momento, o terremoto matou pelo menos 261 pessoas e feriu mais 1 500. Mais de 20 tremores secundários seguiram o terremoto.